# Verfügungsermächtigung
Die Verfügungsermächtigung ist ein in § 185 BGB geregeltes Rechtsinstitut. Sie ermöglicht einem Berechtigten (Eigentümer, Inhaber einer Forderung usw.), einen nichtberechtigten Dritten im eigenen Namen wirksame Verfügungen über den Gegenstand treffen zu lassen.

## Wirkung
Anders als bei der Stellvertretung handelt der Ermächtigte also nicht in fremdem, sondern in eigenem Namen. Die Willenserklärungen des Verfügungsgeschäfts werden auch nicht dem Berechtigten zugerechnet, sondern führen zu einer Einigung zwischen Erwerber und Nichtberechtigtem. Diese Einigung ist allerdings Kraft der Ermächtigung wirksam. Es handelt sich damit auch nicht um einen gutgläubigen Erwerb.
Beispiel: V übereignet das Fahrrad des E im eigenen Namen nach § 929 Satz 1 BGB an K. Grundsätzlich kann V, der ja gar nicht Eigentümer ist, dem K das Eigentum nur unter den Voraussetzungen des gutgläubigen Eigentumserwerbs vom Nichtberechtigten verschaffen (nach § 932 ff. BGB). Anders aber, wenn E den V zur Übereignung ermächtigt hat: dann ist das Eigentum in jedem Fall auf K übergegangen.
Die Ermächtigung kann vor (Einwilligung, Abs. 1) oder nach (Genehmigung, Abs. 2) der Verfügung erklärt werden.

## Anwendungsfälle
- Ein wichtiger Anwendungsfall der Verfügungsermächtigung ist der sog. Verlängerte Eigentumsvorbehalt, bei dem der Händler vom Zwischenhändler zur Übereignung ermächtigt wird, im Gegenzug aber die Kaufpreisforderung abgetreten erhält.
- Auch die Einziehungsermächtigung, also die Ermächtigung, eine fremde Forderung im eigenen Namen einzuziehen, ist eine Form der Verfügungsermächtigung. So ermächtigt beispielsweise beim Verlängerten Eigentumsvorbehalt der Zwischenhändler wieder den Händler, die abgetretene Kaufpreisforderung im eigenen Namen einzuziehen, sodass der Kunde von der Abtretung nichts mitbekommt.
- Ein denkbarer Anwendungsfall ist auch, dass der Eigentümer einer gestohlenen Sache (gutgläubiger Erwerb kommt insoweit nicht in Betracht) die daher wirkungslose Übereignung des Diebes an einen Dritten nach § 185 Abs. 2 BGB genehmigt und damit wirksam macht, um nach § 816 Abs. 1 BGB vom Dieb den Kaufpreis herausverlangen zu können.

## Ausweitungen
- Überwiegend abgelehnt wird die Ausweitung des nach seinem Wortlaut nur Verfügungsgeschäfte betreffenden § 185 BGB auf Verpflichtungsgeschäfte (sog. Verpflichtungsermächtigung).
- Auf § 185 BGB verweist auch § 362 Abs. 2 BGB für die Erfüllung. Der Schuldner kann also mit befreiender Wirkung an einen ermächtigten Dritten leisten, obwohl der Dritte nicht Gläubiger der Forderung ist. Dass das BGB den Verweis auf § 185 BGB für notwendig hielt, wird vielfach als Beleg dafür verstanden, dass das Gesetz die Erfüllung nicht als Verfügung über die Forderung versteht (sonst wäre § 185 BGB auch ohne Verweis direkt anwendbar).